# Somaliland
Somaliland ligger på Afrikas Horn ud til Adenbugten og har de facto fungeret som en uafhængig stat løsrevet fra Somalia siden 1991, men er ikke internationalt anerkendt som selvstændig stat. Der bor omkring 5,7 mio. indbyggere i landet. Landets hovedstad og største by er Hargeysa med 1,2 mio. indbyggere.
Mod øst grænser Somaliland op mod Somalia's Puntland region, der er en føderal stat i Somalia. Hvem de østligste dele af Somaliland tilhører er omstridt.

## Demografi
Den talrigeste klan er Isak (somali-Isaaq), som med sine subklaner er den dominerende magtfaktor, dog er andre klaner repræsenteret i området.[kilde mangler]

## Historie
Somaliland omfatter omtrent det samme område, som i sin tid var kolonien Britisk Somaliland. Det er et af de få områder i Afrika, hvor man uden international hjælp har forsøgt gennemført en demokratiseringsproces. Resultatet er en blanding af lokale traditioner og vestligt demokrati. En demokratiseringsproces som muligvis er en af de få i Afrika der er lykkedes. Ifølge IFES [International Foundation for Electoral Systems] er der siden 1991 afholdt 4 fredelige præsidentvalg og 8 regionale.
Disse er, af internationale observatører, blevet betegnet som rimelige og godt koordineret, uden beviseligt svindel eller uro.[kilde mangler]
Danmark åbnede i 2012 som det første vestlige land et bilateralt programkontor i Somaliland.

## Økonomi
Samfundsøkonomien holdes i vid udstrækning i gang ved hjælp af udenlandsk støtte og midler sendt fra udlandsbaserede landsmænd.[kilde mangler]